# 马雷克·戈翁布
马雷克·戈翁布（波蘭語：Marek Gołąb，1940年5月7日—2017年10月6日），波兰男子举重运动员，1962年加入国家队。他曾代表波兰参加1968年夏季奥林匹克运动会举重比赛，获得男子90公斤级铜牌。